# Krocha
 (mai 2018).
Le terme Krocha (ou Kracher) désigne un phénomène de mode éphémère, issu de la culture jeune autrichienne. Le terme dérive du mot viennois einkrochn (« tomber dans »), et a été inventé par le DJ autrichien Stefan Berndorfer (Stee Wee Bee). Cette type de culture jeune ne représente aucune valeur, ni croyance explicite.
En 2008, Krocha devient le deuxième mot le plus prononcé en Autriche, derrière Lebensmensch.

## Expansion
Entre 2007 et 2009, les adolescents qui s'autoproclament krochas vivent à Vienne et parfois aussi ailleurs en Autriche. Cependant, le terme s'est déjà bien répandu depuis longtemps. Des sites web de partage vidéo tels que YouTube, Netlog ou MyVideo assistent à une recrudescence de vidéos relatant ce phénomène de mode visuel filmées par téléphone portable. À la fin de 2008, environ 1,7 % des jeunes, âgés de 11 à 29 ans, s'autoproclamaient Krocha. Ce phénomène décline rapidement dès la fin 2008.

## Langue et apparence physique
Le phénomène de définit par la création et l'usage de mots et d'un langage inventés, qui s'inspirent largement du patois viennois et de certaines langues locales issues de l'immigration. 
Comme presque tout phénomène de mode issu de la culture jeune, les krochas diffèrent visuellement du reste de la société par leurs vêtements. Conscients des marques, ils portent du D&G, De Puta Madre 69, Angel Devil, Baxmen et Ed Hardy. Ils portent généralement de l'or ou de l'argent et des baskets ou bottes blanches, des boxers, et des casquettes de marques comme Ed Hardy ou dites Flash Caps en néon, et des jeans serrés. Les krochas masculins portent la nuque longue. Les krocharinnen (krochas féminines) ont les cheveux teints en noirs, lissés ou blanchis, souvent avec une frange frontale coupée obliquement. Le krocha se bronze également la peau.

## Industrie musicale
Les krochas écoutent de la schranz, du hardstyle, du jumpstyle et de la musique électronique. En début mai 2008, les maisons de disques Universal Music et EMI Group sortent des samplers intitulé krocha traxx Vol. 1 et Krocha Hits Vol. 1. Ces deux albums atteignent les classements musicaux locaux, le dernier à la deuxième place. En outre, le groupe de hip-hop The Vamummtn, sous contrat avec Universal, sort l'hymne Krocha-Hymne, une parodie de cette nouvelle culture jeune. Le single est publié le 23 mai 2008.

## Accueil
Cet essor culturel est particulièrement mal perçu et rejeté par la presse autrichienne : « Néons, vokuhila, pali-tuch : Pourquoi le pire des années 80 revient-il? » exprime Oliver Grimm de Die Presse en 2008.
« Les 'krocha' font partie d'une culture pure et amusante. Pour eux, l'auto-promotion et la consommation sont au premier plan. La guerre en Palestine n'a aucune signification politique pour eux - c'est un pur accessoire de mode. C'est probablement un phénomène éphémère - et Vienne n'est pas la ville où émergent les tendances internationales. » explique Philipp Ikrath, chef du département de la recherche sur la jeunesse à Vienne (Der Standard, 2008).
L'idée d'une quelconque idéologique politique est largement niée : « La superstructure idéologique de ce mouvement est encore un peu diffuse. Les déclarations écrites sur Internet dans ledit Austro-Pidgin suggèrent un rejet solide de la classe moyenne éduquée et un fort accent sur l'amusement. »